# RTL Living
RTL Living je specijalizirani hrvatski kabelski kanal. Pokrenut je 12. ožujka 2015. godine zajedno sa kanalima RTL Passion i RTL Crime.

## Povijest
Nekadašnji kanal RTL Plus od 2015. godine podijeljen je u tri kanala: RTL Living, RTL Passion i RTL Crime.  Sva su tri specijalizirana kanala s emitiranjem započela 12. ožujka 2015. godine u 18:00h.
Kanal je 24. veljače 2020. godine promijenio vizualni identitet s redizajniranim logom. 

## Program
Program RTL Livinga većinom se sastoji od emisija strane produkcije. Najčešće se prikazuju razne lifestyle emisije poput emisija o preuređenju domova, putovanjima i gastronomiji. Uoči pokretanja kanala, kao prva emisija na kanalu premijerno se prikazivala razgovorna emisija Ellen (eng. The Ellen DeGeneres Show),  a nakon nje i Večer s Jamesom Cordenom. Prikazuju se i strane reality i dating emisije poput američke i australske inačice Braka na prvu, te mnoge druge poput Love Islanda i Gole privlačnosti. 
Što se tiče domaće produkcije, RTL Living reprizira domaće emisije koje su se izvorno prikazivale na RTL-u. Svakoga se dana repriziraju i emisije RTL-ovog informativnog programa, RTL Danas i RTL Direkt.

### Domaća produkcija
- RTL Danas (trenutno)
- RTL Direkt (trenutno)
- Brig Brother
- Brak na prvu
- Dvornikovi
- Gastro lutalica
- Gospodin Savršeni
- Javne tajne
- Koledžicom po svijetu
- Lice s naslovnice
- Ljubav je na selu
- Mijenjam ženu
- Mjenjačnica
- Nadreality show
- Najveći hrvatski misteriji
- Ne daj se, Nina
- Pet na pet
- Policijska patrola
- Ruža vjetrova
- Shopping kraljica
- Stanje nacije
- Sudnica
- Superpar
- Sve u šest
- Tri, dva, jedan – kuhaj!
- Večera za 5
- Život na vagi

### Strana produkcija
- Bijeg u dvorac: Sam svoj majstor (trenutno)
- Bivši na plaži SAD (trenutno)
- Brak na prvu Australija (trenutno)
- Brak na prvu SAD (trenutno)
- Grand Designs: Novi Zeland (trenutno)
- Love Island Australija (trenutno)
- Love Island Španjolska (trenutno)
- Love Island UK (trenutno)
- Love Island USA (trenutno)
- Savršeni spoj (trenutno)
- Allo 'Allo!
- Američki sakupljači
- Borba čovjeka i hrane (Adam Richman)
- Brooklyn 99
- Chefs' Line
- Četiri vjenčanja
- Čovjek protiv hrane s Caseyem Webbom
- David Rocco: Dolce Vita
- Dobar, bolji, najbolji...britanski slastičar
- Drevni izvanzemaljci
- Dva i pol muškarca
- Ellen
- Gilmorice
- Gola privlačnost
- Granične sile UK-a
- Ispod palube na Mediteranu
- Kućice iz snova: Stil života
- Kupuj i prodaj
- Lovci na glave
- Lovci na nekretnine
- Majstori tetovaže
- Majstori tetovaže na odmoru
- Mamica
- Međunarodna potraga za nekretninom: Renoviranje
- Moj dom iz snova
- Muškarci sa sjekirama
- Neslavni
- Preprodaja i premještanje na teksaški način
- Prijatelji
- Razodjeveni
- Skladišni ratovi
- Spašavanje vrta
- Šef na tajnom zadatku
- Teorija velikog praska
- The Bachelor
- Top Gear
- Večer s Jamesom Cordenom
- Vjenčanica iz snova: Kanada
- Zalagaonica
- Zarada na nekretninama
- Zaštita granica: Australija
- Zaštita granica: Kanada
- Zvijezde zalagaonice
- Žigolo
- Život u prikolici

## Vizualni identitet
- 24. veljače 2020. – danas